# Croix des Changes
La croix des Changes est une croix située à Provins, en France.

## Description
Lieu des transactions de monnaie lors des foires de Champagne au Moyen Âge et des proclamations des édits du comte, puis du roi.

## Localisation
La croix est située sur la commune à Provins, dans le département français de Seine-et-Marne, sur la place du Châtel.

## Historique
L'édifice est inscrit au titre des monuments historiques en 1931.